# Roman Rossa
Roman Rossa (* 2. Dezember 1972 in Bruchsal) ist ein deutscher Schauspieler und Synchronsprecher.

## Leben und Wirken
Rossa wuchs in Schleswig-Holstein auf, der Wohnsitz der Familie Rossa befand sich bis 1977 in Rom.
Im Jahr 2000 synchronisierte er Piccolo und Taro Soramame aus Dr. Slump in Dragonball.
Bevor er 2005 die Hauptrolle des romantischen Helden Daniel Gravenberg in der Telenovela Julia – Wege zum Glück übernahm, hatte er bereits die Rolle des Viktor Karski in einer anderen Telenovela, Verliebt in Berlin, gespielt und zuvor in diversen Krimi- und Vorabendformaten mitgewirkt. Im ARD-Spielfilm Eine schräge Familie spielte er den Geliebten einer 40-Jährigen (Saskia Vester), im Polizeiruf 110 (mit Jaecki Schwarz und Wolfgang Winkler) einen gedopten Eishockey-Lügner und direkt nach seiner Zeit an der Schauspielschule Bochum im Schimanski-Tatort Sehnsucht (mit Götz George) den verschüchterten Betreuer eines französischen Kindergartens. Im Dezember 2008 war er noch einmal für 4 Folgen in Wege zum Glück zu sehen. Von August bis Dezember 2011 wirkte er in Rote Rosen als Christoph für rund 70 Folgen mit.
Rossa arbeitet seit 2008 neben der Arbeit als Film- und Fernsehschauspieler als professioneller Sprecher für diverse Studios, Sender und Werbeagenturen.
Er ist seit 2018 mit Christina Rossa (geb. Wagner) verheiratet.

## Filmografie
- 1998: Männer aus zweiter Hand
- 1999: Eine schräge Familie
- 1999: Schimanski: Sehnsucht (TV-Reihe)
- 2000: Polizeiruf 110 – Blutiges Eis
- 2000: Alarm für Cobra 11 – Ehrensache
- 2000: Stubbe – Von Fall zu Fall
- 2000: SK Kölsch – Bock geschossen
- 2001/2002: Krista (Pilot und acht Folgen)
- 2001: Edel & Starck
- 2001: Susanne und Paul (Pilot)
- 2001: Wenn zwei sich trauen
- 2002: Ein Fall für zwei
- 2002: Liebe Schwester
- 2004: Alphateam – Die Lebensretter im OP (Folge 216)
- 2005: Unter weißen Segeln – Abschiedsvorstellung
- 2005: Verliebt in Berlin (Sat.1)
- 2005–2007, 2008: Wege zum Glück
- 2006: Unter weißen Segeln – Frühlingsgefühle
- 2006: Unter weißen Segeln – Träume am Horizont
- 2007: In aller Freundschaft – Ein Vater zu viel
- 2007: Alarm für Cobra 11 – Infarkt
- 2007: Rosamunde Pilcher – Aus Liebe und Leidenschaft
- 2008: SOKO 5113 – Fairway to heaven
- 2010: Die Rosenheim-Cops – Eine Jagd mit Folgen
- 2010: Tod in Istanbul
- 2011: Rote Rosen
- 2017: WaPo Bodensee (Fernsehserie, Folge Genug ist genug)
- 2018: Kreuzfahrt ins Glück – Hochzeitsreise ins Piemont

### Synchronrollen
- 2000: Toshio Furukawa in Dragonball (Fernsehserie) als Piccolo und Taro Soramame
- 2010: Jack Huston in Eclipse – Bis(s) zum Abendrot als Royce King
- 2019: Die drei ??? Kids – Die Rätselfalle als Mr. Stone